# الحفظ في وعاء (إلكترونيات)

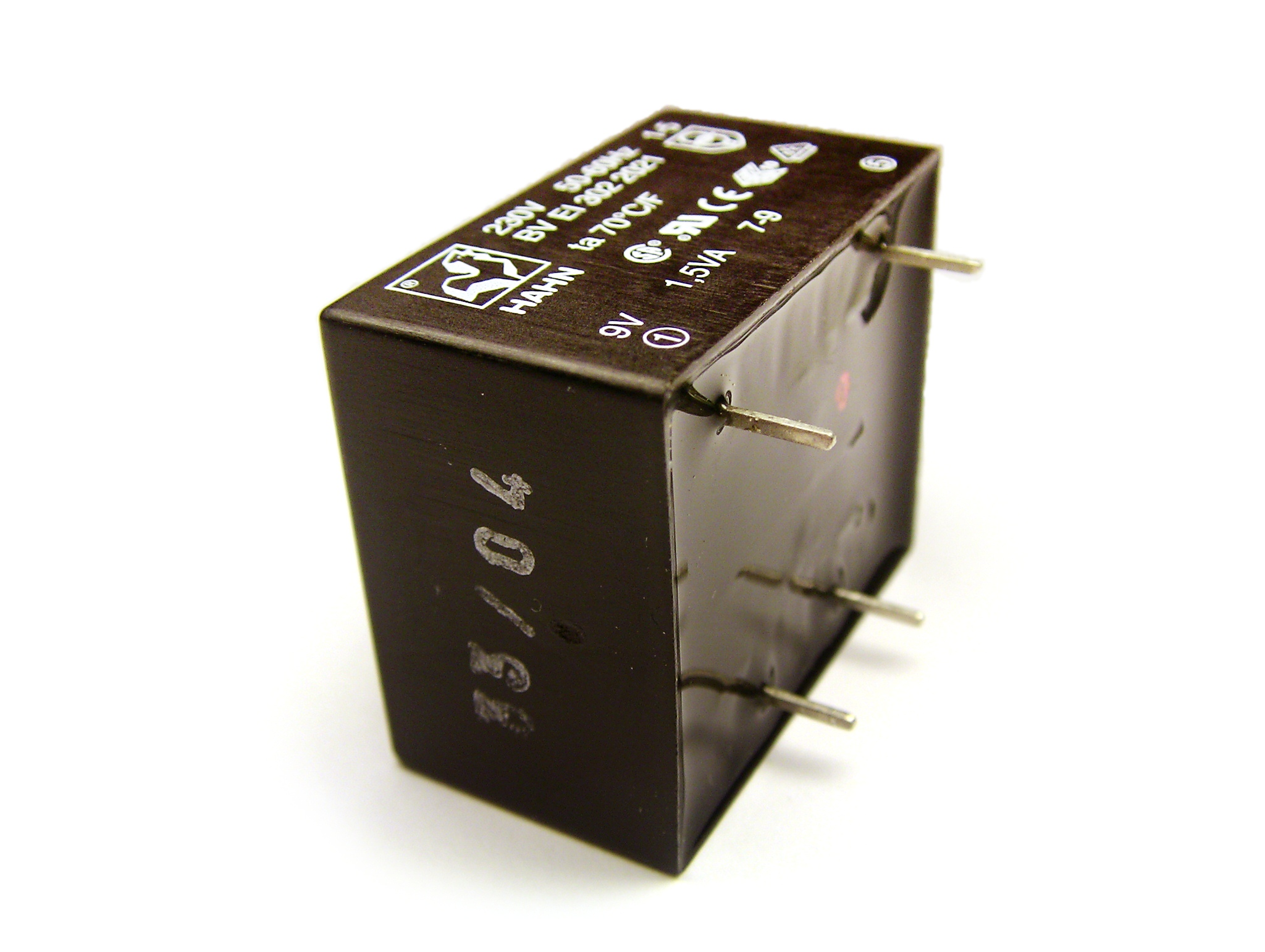
محول صغير محفوظ في وعاء من مادة الإيبوكسي. يتكون السطح المرئي أسفل المحول (على اليمين) من مركب الحفظ الذي تم صبه في الصندوق البلاستيكي

في الإلكترونيات، الحفظ في وعاء هو عملية ملء وصب مجموعة إلكترونية كاملة بمركب صلب أو جيلاتيني للمجموعات ذات الجهد العالي من خلال القضاء على الظواهر الغازية مثل تفريغ هالي، لأجل مقاومة الصدمات والاهتزازات، والفصل عن الماء أو الرطوبة أو التآكل. غالباً ما يتم استخدام اللدائن الصلبة بالحرارة أو المواد الهلامية المطاطية السيليكونية، على الرغم من أن الإيبوكسي شائع جدًا أيضًا. توصي العديد من المواقع باستخدام منتج حفظ في وعاء لحماية المكونات الإلكترونية الحساسة من الصدمات والاهتزازات وانفكاك الأسلاك.
في عملية الحفظ في وعاء، يتم وضع مجموعة إلكترونية داخل قالب (الوعاء)، والذي يتم ملؤه بعد ذلك بمركب سائل عازل يتماسك أو يتصلب بمرور الوقت، حامياً المجموعية الإلكترونية بشكل دائم. قد يكون القالب أو الوعاء بعد الإنتهاء جزءاً من الجسم المحفوظ النهائي موفراً أغراض الحماية أو تشتيت الحرارة إلى جانب العمل كقالب. عند إزالة القالب، توصف المجموعة المحفوظة بأنها «مصبوب».
كبديل، تضع العديد من لوحات الدوائر الكهربية المجموعات الإلكترونية في غطاء به طبقة شفافة من طلاء مطابق بدلاً من الحفظ في وعاء. يعطي الطلاء المطابق معظم فوائد الحفظ في وعاء، وهو أخف وأسهل في الفحص والاختبار والإصلاح. يمكن تطبيق الطلاءات المطابقة كسائل أو بما تم تكثيفه من حالة بخارية.
عند حفظ لوحة دوائر تستخدم تقنية التركيب السطحي في وعاء، فإن المركبات ذات درجة حرارة التحول الزجاجي المنخفضة (حزجاج) كالبولي يوريثان أو السيليكون قد يتم استخدامها، وذلك لأن مركبات الحفظ في وعاء ذات قيمة حزجاج المرتفعة قد تكسر روابط اللحام عن طريق إجهاد الحام؛ لأنه عن طريق التماسك أو التصلب في درجة حرارة عالية، ينكمش الطلاء كمادة صلبة وسط مدى درجة حرارة أعلى وبالتالي محققاً قوة أكبر.

## روابط خارجية
- الهندسة الكهربية بجامعة الإسكندرية، جمهورية مصر العربية
- الهندسة الكهربية بجامعة الإمام محمد بن سعود الإسلامية، المملكة العربية السعودية